# 10250 Hellahaasse
10250 Hellahaasse este un asteroid din centura principală, descoperit pe 25 martie 1971, de Cornelis van Houten, Ingrid van Houten și Tom Gehrels.